# Borysthenes (paard)
Borysthenes was het rijpaard van de Romeinse keizer Hadrianus. De keizer liet zijn dode paard bij het huidige Apt, toen Colonia Apta Julia geheten, begraven. De naam van het dier is bekend gebleven doordat de keizer het in een gedicht vereeuwigde.

## Paard
Over de herkomst van het dier wordt gespeculeerd, misschien was het een Allaans paard, mogelijk een steppenpony. De naam Borysthenes, de Griekse naam voor de rivier de Dnjepr, suggereert een geboorteplaats die nog oostelijker lag.
Over paardenrassen van de oudheid is niet veel met zekerheid bekend. Het is niet vast te stellen tot welk paardenras Borysthenes behoort. Misschien betreft het de vermaarde Kolaxaiaan, een van de vier in het Partheneion genoemde paardenrassen in de Oudheid. Dit werk noemt vier paardenrassen: het gevleugelde paard, het Enectische paard (misschien een paard gefokt door de Veneti, een volk in het huidige Bretagne), het Ebinische paard (misschien een paard gefokt door de Kelten) en de Kolaxaiaan. Dit paardenras werd met de Scythische vorsten in verband gebracht.

## Gedicht
*
Borysthenes Alanus,

Caesareus veredus,

per aequor et paludes

et tumulos Etruscos

volare qui solebat,

Pannonicos nec ullus

apros eum insequentem

dente aper albicanti

ausus fuit nocere:

sparsit ab ore caudam

vel extimam saliva,

ut solet evenire.

Sed integer iuventa

inviolatus artus

die sua peremptus

hic situs est in agro.
De keizer vereeuwigde het dier in een vierregelig gedicht zonder titel. Het gedicht is niet van grote kwaliteit, maar het is historisch interessant. Over de authenticiteit van het gedicht wordt niet vaak getwist. Hadrianus was immers een begaafd amateurdichter en er zijn meerdere gedichten van zijn hand in het Grieks en in het Latijn bewaard gebleven. Het oordeel van de critici wisselt maar men is het erover eens dat zij de goed geschreven poëzie van een amateur zijn. Op een graf in Dacia is een grafschrift voor een Bataafse cavalerist bewaard dat van zijn hand kan zijn. Bewaard gebleven is ook het grafschrift voor zijn ziel met de beginregel "Animula vagula blandula". De Latijnse poëzie is gebundeld, de Griekse gelegenheidswerken zijn niet in een band verzameld.
Cassius Dio vermeldde in zijn beschrijving Hadrianus' liefde voor honden en paarden. Cassius vermeldde ook dat Hadrianus voor paarden en honden grafstèles heeft opgericht. De naam van Borysthenes komt niet in het boek voor. De Historia Augusta gebruikt de graven als illustratie van Hadrianus' voorliefde voor de jacht.
In het vereeuwigen van een dierbaar paard volgde Hadrianus het voorbeeld van Alexander de Grote die zijn "ossenkop", het paard Bucephalus, vereeuwigde door een stad naar het dier te noemen. Keizer Caligula had zijn paard Incitatus zelfs als consul voorgedragen. Ook eerdere Latijnse dichters hebben ter nagedachtenis van hun dieren gedichten geschreven.

### Bespreking
Ueredus betekent bij Martialis "paard voor de jacht". Het begrip is aan een Keltische taal ontleend.
Het gedicht laat verschillende interpretaties en vertalingen toe. Het noemen van het schuim rond het bit in de 7e en 9e regel wordt door Edward Courtney "vulgair" genoemd. Juist uit dit zwakke deel van het gedicht maakt Courtney op dat het om een gedicht van een amateur gaat. Dat spreekt de toeschrijving aan de voor zijn plezier dichtende Hadrianus niet tegen.
Het gedicht is geschreven in de stijl van Quintus Ennius, een dichter uit de latere derde eeuw die een "ruigere, meer gespierde" stijl had ontwikkeld dan bij de latere grote dichters van Rome's gouden eeuw in de mode was. Ennius kon met weinig woorden toe en de geoefende en getalenteerde amateurdichter Hadrianus wist in zijn laatste dagen hetzelfde duistere effect te bereiken.

De strofe "Pannonicos nec ullus apros eum insequentem dente aper albicanti, ausus fuit nocere" is schijnbaar in tegenstelling met het instinct van een paard om zich bij een confrontatie met een everzwijn af te wenden en zich met de hoeven van de achterbenen te verweren. Hadrianus beschrijft in het grafschrift hoe zijn paard onverschrokken de flank bood aan het everzwijn, om het hardst rende, en de ruiter zo in de gelegenheid stelde om het zwijn met een steek van een spies of speer te doden.
*
Borysthenes de Alaan.

Caesars paard.

Op de vlakte, door moerassen

tussen de Toscaanse grafheuvels,

in vliegende galop.

Jagend op een Pannonisch everzwijn

kon geen slagtand hem deren.

Galopperend kwam het voor

dat het schuim rond zijn mond

hem tot de staart bedekte.

Dat was in zijn jeugd

voordat de ouderdom

zijn benen verzwakte.

Hij stierf op zijn tijd

en werd hier in de aarde begraven.

### Vertalingen en hertalingen
Het gedicht is vanwege de onduidelijkheden een uitdaging voor vertalers en dichters. Een moderne vertaling door de classicus David Camden is te vinden op forumromanum.org. Ook andere dichters hebben zich aan de vertaling gewaagd. In de Franse literatuur is de relatie tussen Hadrianus en zijn paard uitgebreid beschreven door de Belgisch-Frans-Amerikaanse schrijfster Marguerite Yourcenar. Het maakt deel uit van haar roman Mémoires d'Hadrien uit 1951.
J.J. Beylsmit geeft in Hermeneus een eigen Nederlandse vertaling en enige kritische aantekeningen over het metrum. Het gedicht is volgens zijn lezing geschreven in disticha, elk bestaande uit een katalektische jambische dimeter, gevolgd door een aristophaneus. Verêdus is in zijn visie een aan het Gallisch ontleend woord. Het zou volgens Beylsmit op een "postpaard", maar ook wel op een "jachtpaard" duiden en is, zo stelt de schrijver, het woord "paraveredus" waarvan het Nederlands woord paard afkomstig is. Het is echter niet waarschijnlijk dat Hadrianus dit gedicht over een pakpaard of postpaard heeft geschreven, het moet bij "Caesars paard" om een edel en kostbaar dier zijn gegaan. De verzen 10-12 "sparsit ab ore caudam vel extimam saliva", zijn volgens Beylsmit onbevredigend. Daarmee neemt Beylsmit het oordeel van andere latinisten over die de passage om stilistische redenen en vanwege een kunstfout in het rijm afkeuren.